# Klaus Schüttler-Janikulla
Klaus Schüttler-Janikulla (* 14. Juni 1927 in Bachra bei Rastenberg; † 16. April 2009 in Berlin) war ein deutscher Schulpsychologe aus Berlin.

## Leben und Wirken
Schüttler-Janikulla absolvierte sowohl ein Studium der Psychologie als auch ein Lehramtsstudium. Er war zunächst als Lehrer tätig und wurde anschließend Schulpsychologie-Direktor in Berlin-Kreuzberg. Die Doppelqualifikation war bis 2005 Voraussetzung für die Verbeamtung in diesem West-Berliner Arbeitsfeld der Schulverwaltung (Außenstellen). In der Zeit nach 1957 bzw. 1961 wurde in West-Berlin pro Bezirk ein Schulpsychologe eingesetzt, unterstützt von je einer Sekretärin. Zu den von Schüttler geförderten Praktikanten gehörte 1972 Manfred Günther, der von 2007 bis 2013 nach Kreuzberg zurückkam. Auch Ali Ucar arbeitete hier viele Jahre lang bis 2009. 2015 wurde der Fachdienst umgewandelt in ein Sonderpädagogisch-Schulpsychologisches Regionales Zentrum im Zuge der Inklusionsaufgaben in Berlin SO 36.

## Schriften
- Arbeitsmappen zum Sprachtraining und zur Intelligenzförderung; Oberursel am Taunus
- Persönlichkeitsförderung in Kindergarten, Eingangsstufe und Elternhaus; Oberursel, Finken Verlag
- Sprachtraining und Intelligenzförderung im Vorschulalter; Oberursel
- Begabung, Sprache, Emanzipation Oberursel, Neuer Finken-Verlag
- Begegnung, Sprache, Emanzipation; Oberursel
- Einschulungsalter und Vorklassenbetreuung, 1968
- Die berufstätige Mutter (mit Bachmann, Horst); Frankfurt/M. 1968
- Einschulungsalter und Vorklassenbetreuung; München, E. Reinhardt, 1968
- Unser Kind wird erwachsen (mit Bachmann, Horst); Frankfurt/M., Jünger 1968
- Peter bekommt eine Schwester, mit Horst Bachmann, 1970, 2. 1973
- Hier und da. Ein Atlas für Kinder, die noch nicht wissen, was ein Atlas ist (mit Horst Bachmann), 1971
- Bilder und Gedichte für Kinder zu Haus, im Kindergarten und für den Schulanfang, (hrsg. mit W. Walle), 1971
- Autos und Ampeln; Velber, Friedrich, 1971
- Hier und da (mit Bachmann, Horst) Velber 1971
- Sprachbildung und Begabtenförderung im Vorschulalter, 2 Bände, 1971
- Denken und Sprechen; Ravensburg 1972
- Hell und Dunkel (mit Horst Bachmann) 1972
- Berlin für Kinder (mit Horst Bachmann) 1972
- Bildungsförderung im Vorschulalter (mit Emil Schmalohr) Oberursel 1972
- Persönlichkeitsförderung in Elternhaus, Kindergarten und Eingangsstufe, 1972
- Alles verboten? Geschichten (mit U. von Zdroick und G. Bergmann) 1973
- Hin & Her (mit Hartmut Friedrich) 1973
- Kaum zu glauben (mit Friedrich) 1974
- Nicht gelogen (mit Friedrich) 1974
- Lauter Laute; Oberursel, Finken-Verlag, 1975
- Handbuch für Erzieher in Krippe, Kindergarten, Vorschule und Hort, (als Hrsg.) Landsberg, München 1981[1][2]
- Struwwelpeter-ABC für Erwachsene, 1987